# Municipio de Tsalenyija
El municipio de Tsalenyija (en georgiano: წალენჯიხის მუნიციპალიტეტი) es un municipio de Georgia perteneciente a la región de Mingrelia-Alta Esvanetia. El área total del municipio es 646,7 kilómetros cuadrados (250 mi²) y su centro administrativo es la ciudad de Tsalenyija. La población era 26.158, según el censo de 2014.

## Geografía
El municipio se encuentra entre los valles de los ríos Inguri y Chanistskali, limita con los municipios de Mestia al norte, Chjorotsku al este y al sur, Zugdidi al suroeste y Abjasia al oeste. 

### Clima
El municipio tiene un clima subtropical húmedo. 

## Historia
Tsalenyija y sus alrededores fueron el asentamiento original de las tribus georgianas occidentales. Se sabe por fuentes históricas que el territorio del municipio estuvo habitado incluso cuando se utilizaban herramientas de piedra y bronce. Las tribus georgianas occidentales han estado viviendo en el territorio de Tsalenyija desde entonces.
En los siglos X y XI, Tsalenyija fue un asentamiento importante, como lo demuestra una iglesia tan grande e importante como la catedral de Tsalenyija. A partir de este momento, la importancia de Tsalenyija aumentó gradualmente hasta que en los siglos XIII y XIV se convirtió en la única residencia de los Dadiani. Aquí tenían un palacio, utensilios (tesoros) y aparentemente también una tumba ancestral. Tal aumento en la importancia de Tsalenyija condujo a la reubicación de una de las diócesis más importantes de Mingrelia a Tsalenyija en el siglo XIV. La reubicación del centro episcopal a Tsalenyija condujo a la construcción a gran escala, así como a la pintura de la catedral durante el siglo XIV durante el reinado de Vamek Dadiani (1384-1396).
En 2001, la aldea de Lia, dentro del municipio, fue el lugar donde ocurrió el accidente radiológico de Lia.

## Política
La asamblea municipal de Tsalenyija (en georgiano: წალენჯიხის საკრებულო) es un órgano representativo en el municipio de Tsalenyija, que consta de 27 miembros que se eligen cada cuatro años. La última elección se llevó a cabo en octubre de 2021. Giorgi Jarchilava del Movimiento Nacional Unido (MNU) fue elegido alcalde. 
Tsalenyija fue uno de los siete municipios en los que el partido gobernante SG no consiguió la mayoría en el ayuntamiento en ese año. Después de varios intentos, los partidos de oposición MNU, Para Georgia y Lelo para Georgia acordaron un presidente del Sakrebulo.
| Partido político | Partido político                    | 2017 | 2021 |
| ---------------- | ----------------------------------- | ---- | ---- |
|                  | Sueño Georgiano                     | 24   | 11   |
|                  | Movimiento Nacional Unido           | 3    | 11   |
|                  | Para Georgia                        |      | 2    |
|                  | Lelo para Georgia                   |      | 1    |
|                  | Georgia Europea                     | 2    |      |
|                  | Alianza de los Patriotas de Georgia | 1    |      |
|                  | Político independiente              | 1    | 1    |
| Total            | Total                               | 30   | 27   |

## División administrativa
El municipio consta de dos ciudades, Tsalenyija y Jvari, y otro 48 asentamientos. 

## Demografía
El municipio de Tsalenyija ha tenido una disminución de población desde los 2000, teniendo hoy poco más de la mitad de los habitantes de entonces. 
| Población del municipio de Tsalenyija                            | Población del municipio de Tsalenyija | Población del municipio de Tsalenyija | Población del municipio de Tsalenyija | Población del municipio de Tsalenyija | Población del municipio de Tsalenyija | Población del municipio de Tsalenyija | Población del municipio de Tsalenyija | Población del municipio de Tsalenyija | Población del municipio de Tsalenyija | Población del municipio de Tsalenyija | Población del municipio de Tsalenyija |
|                                                                  | 1897                                  | 1922                                  | 1926                                  | 1939                                  | 1959                                  | 1970                                  | 1979                                  | 1989                                  | 2002                                  | 2014                                  | 2021                                  |
| ---------------------------------------------------------------- | ------------------------------------- | ------------------------------------- | ------------------------------------- | ------------------------------------- | ------------------------------------- | ------------------------------------- | ------------------------------------- | ------------------------------------- | ------------------------------------- | ------------------------------------- | ------------------------------------- |
| Municipio de Tsalenyija                                          | -                                     | -                                     | -                                     | 28 207                                | 29 019                                | 37 813                                | 39 477                                | 38 643                                | 40 133                                | 26 158                                | 23 300                                |
| Ciudad de Tsalenyija                                             | -                                     | -                                     | -                                     | 2496                                  | 6486                                  | 2314                                  | 2632                                  | 9317                                  | 8956                                  | 3847                                  | 3170                                  |
| Datos: Estadística de población de Georgia desde 1897 hasta hoy. |                                       |                                       |                                       |                                       |                                       |                                       |                                       |                                       |                                       |                                       |                                       |

La población está compuesta por un 99,56% de georgianos, principalmente mingrelianos. Hay unos pocos cientos de rusos (0,27%) y un número menor de minorías étnicas como ucranianos y armenios.
|              | 1939      | 1939       | 1959      | 1959       | 2002      | 2002       | 2014      | 2014       |
| Grupo étnico | Población | Porcentaje | Población | Porcentaje | Población | Porcentaje | Población | Porcentaje |
| ------------ | --------- | ---------- | --------- | ---------- | --------- | ---------- | --------- | ---------- |
| Georgianos   | 26 407    | 93,6%      | 27 244    | 93,9%      | 39 764    | 99,08%     | 26 043    | 99,56%     |
| Rusos        | 1599      | 5,7%       | 888       | 3,1%       | 224       | 0,56%      | 71        | 0,27%      |
| Ucranianos   | 1599      | 5,7%       | 218       | 0,8%       | 42        | 0,10%      | 22        | 0,08%      |
| Abjasios     | -         | -          | -         | -          | 42        | 0,10%      | 4         | 0,02%      |
| Armenios     | 45        | 0,2%       | 284       | 1%         | 26        | 0,06%      | 7         | 0,03%      |
| Osetios      | 4         | 0,1%       | 10        | 0,1%       | -         | -          | 1         | 0,01%      |
| Griegos      | 8         | 0,1%       | 279       | 1%         | -         | -          | 3         | 0,01%      |
| Azeríes      | 7         | 0,1%       | 24        | 0,1%       | -         | -          | -         | -          |
| Judíos       | 8         | 0,1%       | 2         | 0,1%       | -         | -          | -         | -          |
| Alemanes     | 88        | 0,3%       | -         | -          | -         | -          | -         | -          |
| Kurdos       | 1         | 0,1%       | -         | -          | -         | -          | -         | -          |
| Otros        | -         | -          | -         | -          | -         | -          | 7         | 0,03%      |
| Total        | 28 207    | 100%       | 29 019    | 100%       | 40 133    | 100%       | 26 158    | 100%       |

## Infraestructura

### Arquitectura, monumentos y lugares de interés
El municipio tiene monumentos religiosos de importancia como la catedral de Tsalenyija o la iglesia de Skuri. También hay museos como lacasa-museo de Terence Granell, museo histórico y etnográfico de Tsalenyija. Otro lugar de interés es Kuakantsalia.

## Galería

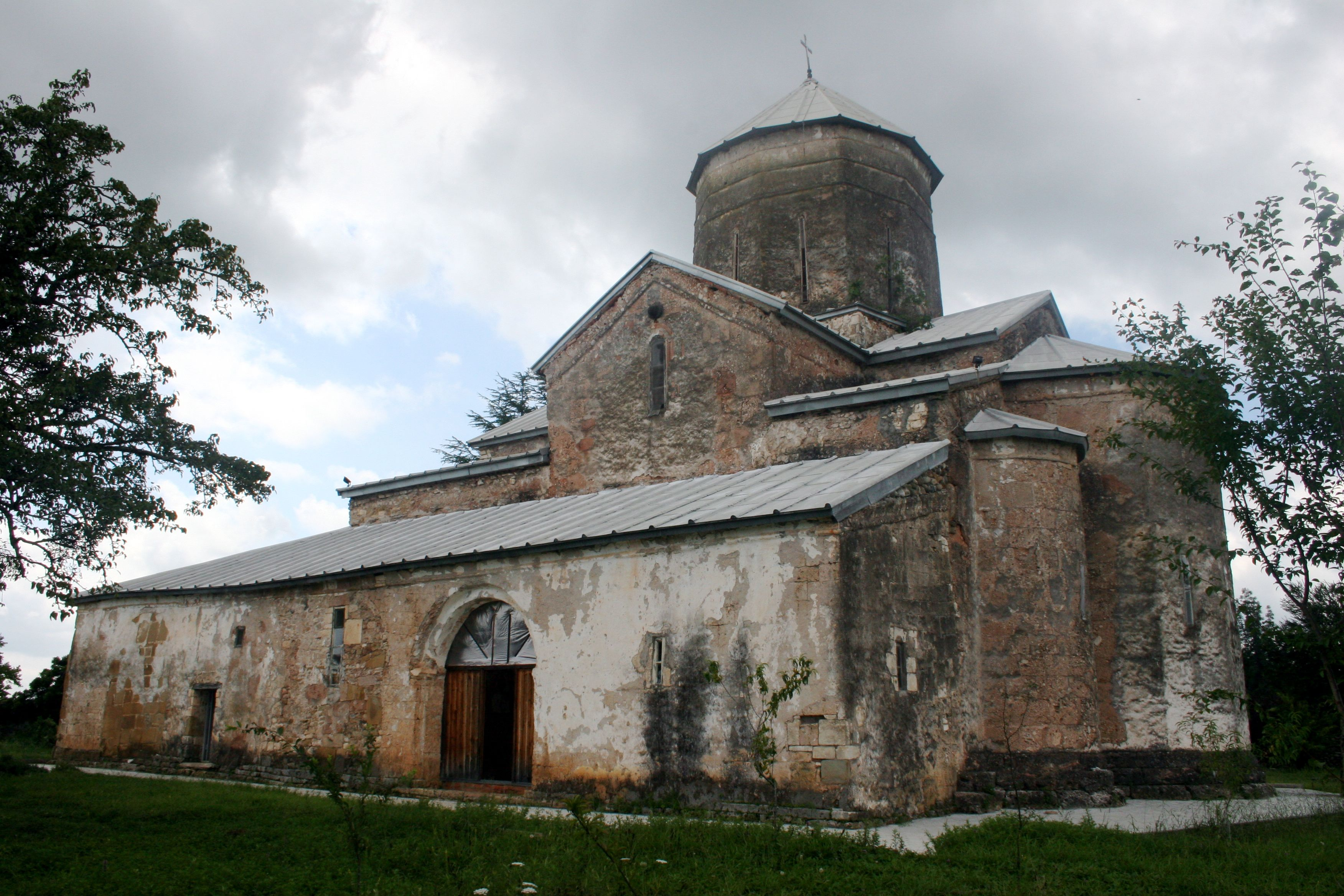
Catedral de Tsalenyija
Valle del río Inguri
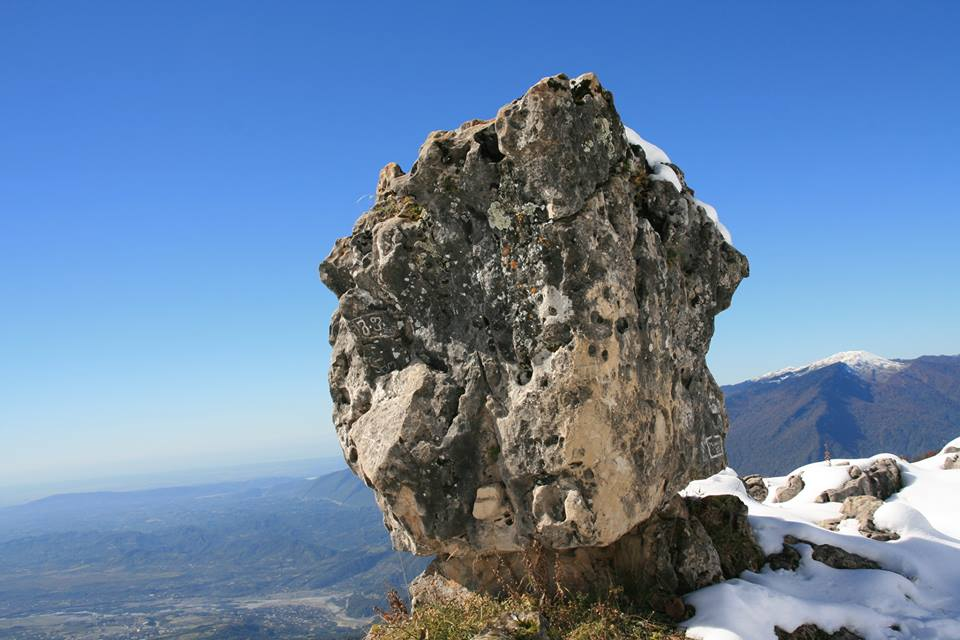
Kuakantsalia
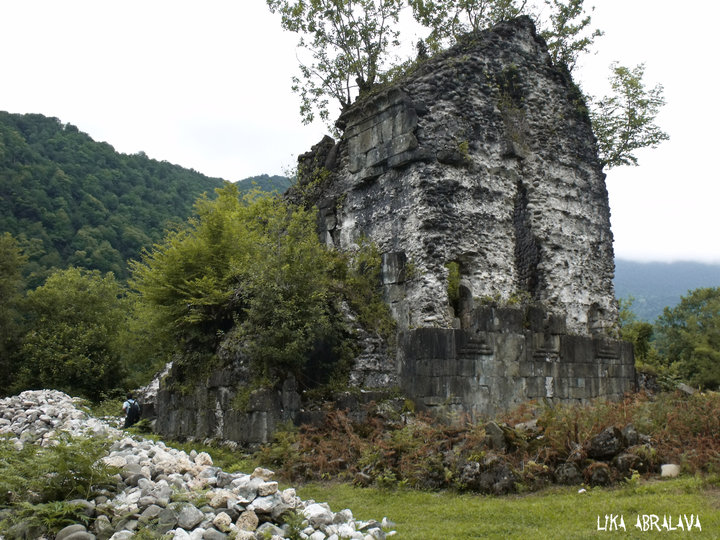
Iglesia de Skuri